# 馬諾車隊
马诺车队（英语：Manor Racing Team，简称MRT）是一支曾短暂参加过世界一级方程式锦标赛的赛车队。2016年以“马诺车队”之名参加世界一级方程式锦标赛。

## 一級方程式賽車

### 背景
2009年6月12日，馬諾參賽2010年世界一級方程式錦標賽的申請已被核准。他們的一級方程式隊伍名為馬諾大獎賽車隊（英語：Manor Grand Prix），但是之後在賽季的開幕站前，因為贊助商的緣故而更名為維珍車隊。一級方程式車隊在瑪魯西亞汽車買下該隊的控股權後，更名為瑪魯西亞F1車隊。約翰·布斯曾表示仍會持續經營三級方程式車隊，儘管他將重心轉往了一級方程式車隊。馬諾車隊隨後也更名為瑪魯西亞馬諾車隊（英語：Marussia Manor Racing）。
車隊在2014年因債務問題，而由第三方破產管理。之後，馬諾車隊行政人員宣布車隊將會在2015年2月19日脫離破產管理，並計畫以馬諾F1車隊（英語：Manor F1 Team）之名參賽2015年世界一級方程式錦標賽，由約翰·布斯及格雷姆·羅丹來經營該隊。然而，在印度威力車隊對該隊使用2014年底盤參加2015年比赛的提案投下反對票後，該提議又遭到其他一級方程式車隊拒絕。不過這份報導在隔日遭到車隊駁斥。为了保住玛鲁西亚车队在2014年获得的奖金分红，在2015赛季仍以“马诺-玛鲁西亚车队”之名征战。
2015年12月，车队聘请戴夫·瑞安（Dave Ryan）担任车队领队，前法拉利空气动力学主管尼古拉斯·通巴齐斯担任首席空气动力学设计师，英国赛车工程师帕特·弗莱担任引擎总监。

### 2016年

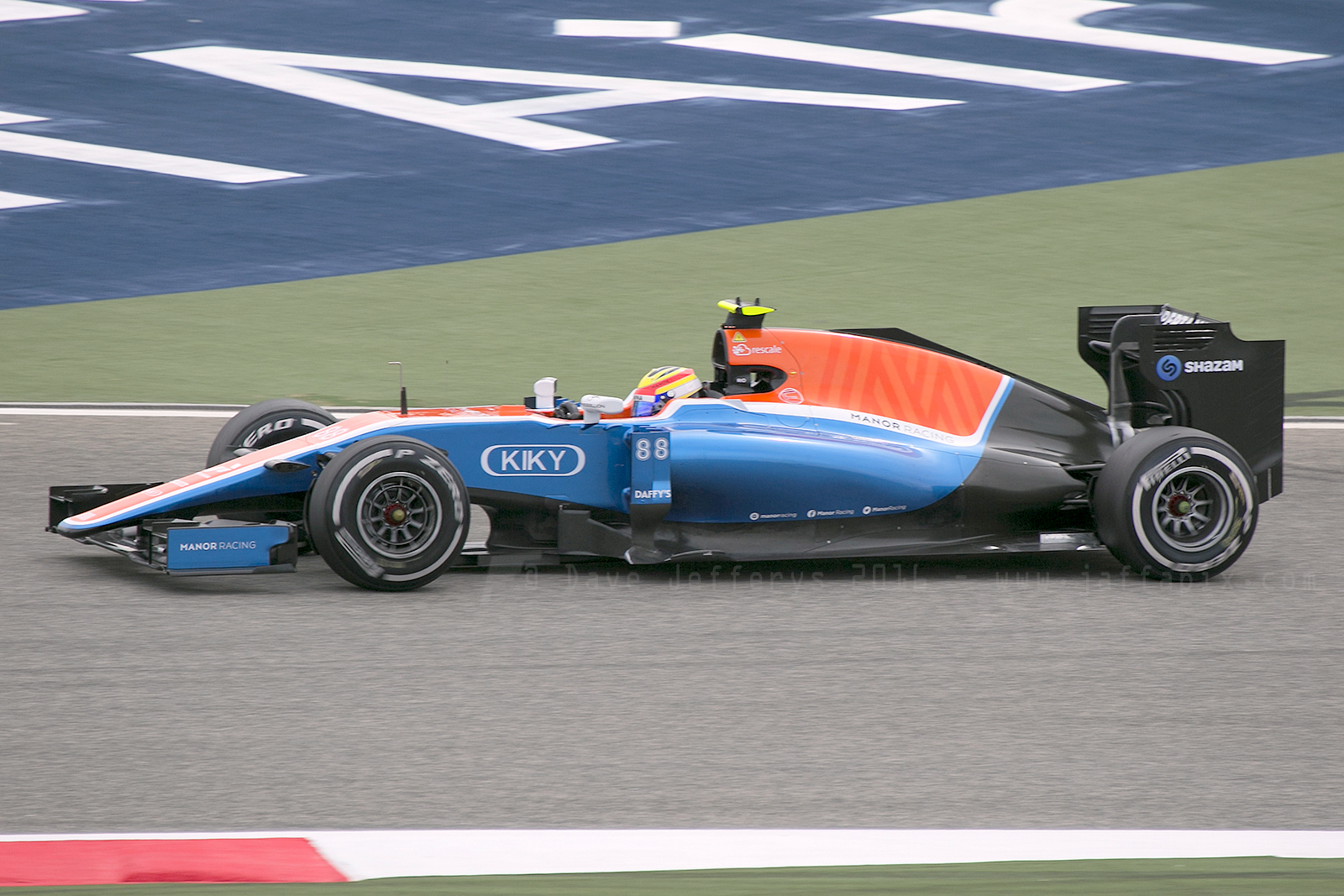
里奥·哈扬托参加2016年巴林大奖赛

2月，马诺车队正式确认由德国房车大师赛冠军帕斯卡·维尔莱茵与印度尼西亚车手里奥·哈扬托搭档参加2016年世界一级方程式锦标赛。2月22日，车队发布了新车，主色调为红、白、蓝三色。
在赛季揭幕战澳大利亚站，哈扬托退赛，而维尔莱茵以第16名完赛。下一站巴林站，维尔莱茵在排位赛首次冲入第二节（Q2），而哈扬托也首次完成了比赛，排名第17。在奥地利站，维尔莱茵在排位赛获得第12名，正赛更是以第十名完赛，获得了建队以来的第一个积分。
在比利时站之前，哈扬托因为赞助问题被降为储备车手，他的位置被梅赛德斯-奔驰青训车手埃斯特班·奥康取代。
然而由于竞争对手索伯车队在巴西站获得了两个积分，马诺车队在积分榜上落到了第11位，这意味着他们将失去3000万欧元的奖金分成。失去分红的马诺车队在赛季结束后陷入债务危机，并最终退出了F1；其缴纳的2017年参赛费最终由国际汽联退还。

## 賽績
(图例)粗體為桿位出賽，斜體為最快圈速
| 賽季 | 底盤  | 引擎                            | 輪胎 | 車號 | 車手            | 1   | 2    | 3  | 4   | 5  | 6  | 7  | 8   | 9  | 10  | 11 | 12 | 13  | 14  | 15 | 16 | 17 | 18 | 19  | 20   | 21 | 積分 | 排名 |
| ---- | ----- | ------------------------------- | ---- | ---- | --------------- | --- | ---- | -- | --- | -- | -- | -- | --- | -- | --- | -- | -- | --- | --- | -- | -- | -- | -- | --- | ---- | -- | ---- | ---- |
| 2016 | MRT05 | 梅賽德斯 PU106C Hybrid 1.6 V6 t | P    |      |                 | 澳  | 巴林 | 中 | 俄  | 西 | 摩 | 加 | 歐  | 奥 | 英  | 匈 | 德 | 比  |     | 新 | 马 | 日 | 美 | 墨  | 巴西 | 阿 | 1    | 第11 |
| 2016 | MRT05 | 梅賽德斯 PU106C Hybrid 1.6 V6 t | P    | 31   | 埃斯特班·奥康   |     |      |    |     |    |    |    |     |    |     |    |    | 16  | 18  | 18 | 16 | 21 | 18 | 21  | 12   | 13 | 1    | 第11 |
| 2016 | MRT05 | 梅賽德斯 PU106C Hybrid 1.6 V6 t | P    | 88   | 里奥·哈扬托     | Ret | 17   | 21 | Ret | 17 | 15 | 19 | 18  | 16 | Ret | 21 | 20 |     |     |    |    |    |    |     |      |    | 1    | 第11 |
| 2016 | MRT05 | 梅賽德斯 PU106C Hybrid 1.6 V6 t | P    | 94   | 帕斯卡·維爾萊茵 | 16  | 13   | 18 | 18  | 16 | 14 | 17 | Ret | 10 | Ret | 19 | 17 | Ret | Ret | 16 | 15 | 22 | 17 | Ret | 15   | 14 | 1    | 第11 |

†由於未能完成原定賽程的75%，車手只有一半分數。

‡車手未完賽，但已完成賽事總里程的90%。

## 车队参加的其他赛事
馬諾車隊（英語：Manor Motorsport）在进军一级方程式赛车前，就已经于1990年由約翰·布斯创立，并参加低级别赛车活动。
馬諾車隊主要參賽於雷諾方程式，曾效力於該隊的車手包括2007年世界一級方程式錦標賽冠軍奇米·雷克南，2008、2014及2015年世界一級方程式錦標賽冠軍路易斯·漢米爾頓，以及安東尼奧·皮佐尼亞等的其他一級方程式賽車車手。車隊自2003年三級方程式歐洲系列賽開幕以來參賽至2008年，期間共贏得9場比賽。
馬諾車隊於2007年所有權變更，英國雷諾方程式車隊經理東尼·蕭（Tony Shaw）買斷約翰·布斯的持有權，蕭沿用原名並持續參賽三級方程式歐洲系列賽。而英國雷諾方程式陣容則另設總部並以馬諾大賽車隊（英語：Manor Competition）之名參賽。